# Sturmey-Archer

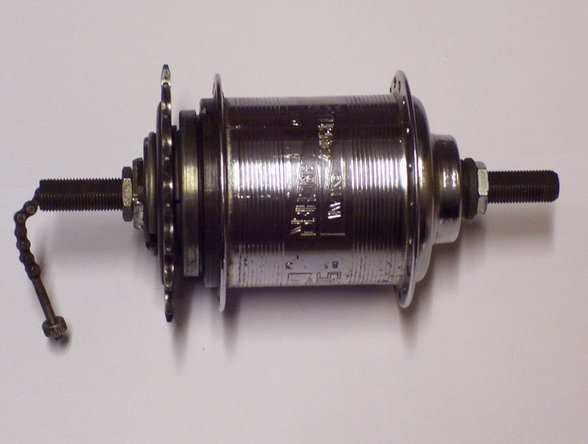
Sturmey-Archer-versnellingsnaaf, type AW

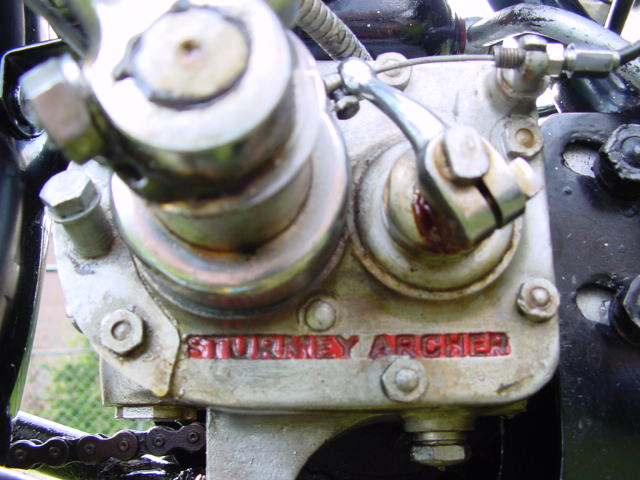
Sturmey-Archer-versnellingsbak, in dit geval ingebouwd in een Raleigh-motorfiets uit 1932

Sturmey-Archer (volledige bedrijfsnaam Three-Speed Syndicate Limited of Nottingham, later Sturmey-Archer Gears Limited) is een producent van versnellingsnaven voor fietsen. Daarnaast produceerde het versnellingsbakken voor motorfietsen, en inbouwmotoren.
Sturmey-Archer ontstond in 1902 te Nottingham toen Frank Bowden (zie Bowden en JD) onderwijzer Henry Sturmey en ingenieur James Archer ontmoette. Zij hadden allebei een versnellingsnaaf voor fietsen ontwikkeld. Bowden bracht het tweetal samen dat vervolgens de Three-Speed Syndicate Ltd. of Nottingham oprichtte. De naaf van Sturmey-Archer werd door Bowden in zijn fietsen toegepast. Sturmey-Archer bleef deel uitmaken van het door Bowden opgerichte Raleigh-concern.
Later ging Bowden motorfietsen bouwen. Sturmey-Archer produceerde versnellingsbakken voor tientallen motormerken en kreeg aan het begin van de Eerste Wereldoorlog een opdracht van het Britse leger om motorfietsen te maken. Daarna produceerde het bedrijf nog inbouwmotoren voor vele merken. Het laatste product was een 50 cc-tweetaktmotortje dat van 1958 tot 1960 werd ingebouwd door Radco.
Het belangrijkste product bleef echter de drieversnellingsnaaf voor fietsen, die vanaf het stuur kon worden bediend via een bowdenkabel en die op zeer veel fietsen werd gemonteerd. Later kwamen ook versies met vier, vijf en zelfs zeven versnellingen uit, bediening met twee bowdenkabels, doch deze werden zelden direct door de fabrikanten toegepast.
In 2002 werd het bedrijf overgenomen door branchegenoot Sunrace uit Taiwan. In september van dat jaar werd de productie in Nottingham gestaakt. Sturmey-Archer produceert sindsdien in Taiwan. Het Europese hoofdkwartier is in Mijdrecht gevestigd.